# 유성 치 치측 파찰음
유성 치 치측 파찰음(有聲齒齒側破擦音)은 자음의 하나로 이에서 조음되는 유성 치측 파찰음이다.